# حجر تاما
تعتبر منطقة حجر تاما بشرق الجنينة من أبرز وأهم المناطق التاريخية والأثرية بالسودان بصفة عامة ودارفور بصفة خاصة، فالمنطقة سكنها السلطان أبكر جر قطران سلطان قبيلة التاما قبل 300 عام، في الوقت الذي كانت تعرف ديار القبائل بالجبال كأهم معلم. وتقع منطقة حجر تاما بمحلية كرينك وحدة مورني الإدارية بولاية غرب دارفور، وتحدها من الشمال وحدة أم تجوك الإدارية، ومن الغرب وادى بارى، ومن الجنوب مورنى، وتحدها من الشرق منطقة ام شالاية حاضرة التاما الاقتصادية. ويسود المنطقة مناخ معتدل، وتتميز بغاباتها الكثيفة التي قوامها أشجار الحراز والسدر وبعض الموالح، ويحترف السكان الزراعة والرعي بجانب التجارة.
ومنطقة حجر تاما تاريخية، ويعتز قاطنوها بإرثهم التاريخي الذي يتفاخرون به، وتجدهم أينما ذهبوا يسمون أحياءهم وروابطهم الاجتماعية والطلابية باسم منطقة حجر تاما ولاسم حجر تاما رمزية ودلالة تاريخية لدى افراد قبيلة التاما الذين تراهم يتمسكون بمبادئ سلطانهم أبكر المعروف بجر قطران الذي عرف بالقوة والبأس في فترة حكمه، رغم مضي قرون على وفاته التي حدثت في عام 1785م، ودفن في ذات المنطقة، وأصبح قبره من أهم المعالم التاريخية والأثرية، ويقف عنده التاما لتعدد مآثره، فضلاً عن آثار المبانى القديمة التي يعود تاريخها إلى أكثر من 300 عام، بجانب رماد التقابة وبقايا الفحم الذي كانوا يستخدمونه في خلوة لحفظ القرآن الكريم، وقبيلة التاما التي ارتبط اسمها وتاريخها بحسن الجوار، إلا أن أكثر ما يميزها تدرسيهم للقرآن وتحفيظ أبنائهم له في الخلوة. ومن أشهر وأبرز علمائهم الزعيم المعروف الفكى سنين قائد حامية المهدية بمنطقة كبكابية، والثائر محمد زين المعروف بأبو جميزة. ويذكر المؤرخ والكاتب اسحاق محمد عبد الله برونوس في كاتبه النجوم والتاريخ في معرفة اصول التاما الذي التقت به الصحافة، أن المنطقة تضم أكبر تقابة لتحفيظ القرآن يمتد عمرها لأكثر من 300 عام، وبلغت آثار الرماد وباقيا الفحم اعماق الأرض، ولم تقف جهود سلاطين التاما عند نشر تعاليم القرآن في دارفور فحسب، وانما امتدت إلى أواسط السودان، إذ لعبوا دوراً كبيراً في التعليم الديني في أم درمان، واشتهر الفكي الدومة بخلوته الشهيرة في حي الموردة، بجانب خلوة جدية بنت السلطان إبراهيم بعام التي حضرت مع والدها إلى أم درمانفي أكتوبر 1888م، واشتهرت بنسخ راتب المهدي وكتابة الأحجبة المعروفة بالحراسات لحماية الأطفال وعلاجهم من العين، كما اشتهرت الشيخة جدية بتدريس القرآن والفقه، ويكشف الحجاب الذي كانت تلبسه مدى تأثر التاما بالخط المغربي، وعندما انتقلت إلى الجزيرة أسست خلوة لمزاولة نشاطها التعليمي.
وعندما توفي السطان أبكر جر قطران في عام 1785م، خلفه أخاه السلطان إبراهيم، وبعد وفاته تداول احفاده شؤون السلطنة والحكم، بدءاً بالسلطان سليمان وانتهاءً بالسلطان موسى الذي انهارت بوفاته السلطنة ونزح سكانها إلى المناطق المجاورة، بسبب الحروب التي اجتاحت المنطقة. وفي عام 1914م عادت أسرتهم برئاسة الفرشة» كدو إبراهيم شاو «الذي حكم المنطقة إلى نهايات عام 1925م، وخلفه أخاه يحيى كدو إبراهيم الذي توفي في عام 1989م، ومن ثم تولى أمر الخلافة عبد العزيز كدو الذي تفرعت المنطقة في عهده إلى عدد من العموديات، منها عمدية ام شالايا وعمودية منطقة قندرنى التي يتولى ادارتها العمدة الحكيم عز الدين يعقوب.
وكانت الخلوة والضرا عند التاما بمنطقة حجر تاما بمثابة مركز للمعلومات، وهي تختلف تماماً عن قبائل دارفور، فالضرا يعتبر المجمع الذي يجتمع عنده أهل المنطقة لسماع ومعرفة اخبار البلاد الأخرى كالحروبات وغيرها. ويذكر الباحث والكاتب إسحاق برونوس أن المجلس فيه مأدبة للطعام ومحل للخياطة وخلوة لتدريس علوم القرآن وحفظه وتجويده، حيث يأتى الناس إليه من كل فج عميق لعرض مشكلاتهم وقضاياهم لايجاد الحلول لها، فضلاً عن تلقي علوم القرآن الكريم أو تعلم بعض الحرف اليدوية وبعض المشغولات مثل حياكة ونسج الحرير وتطريز الملابس من خيوط الكتكت، ومازال الضرا يزاول أعماله بالرغم من أنه لم يشهد أي تطور.
وطالب برونوس أبناء المنطقة بضرورة اعطاء اولوية لهذا الضرا، والسعى لإعمار المنطقة وترميم الآثار بغرض الحفاظ عليها. ويشير اهالى المنطقة إلى التعايش السلمى بالرغم من تعرض المنطقة لهزات بسبب ازمة الإقليم الا انها ظلت ثابتة ولم يغادرها اهلها لارتباطهم الوثيق بآثار اجدادهم، وللمنطقة ارثها الفني، فهنالك رقصات شعبية قديمه تعود اصولها إلى قرون مضت لم تندثر لحرص الأبناء الذين يتوارثون ثقافة الاجداد جيلاً بعد جيل، مثل رقصة الالكس التي يرتدي راقصها جلابية من الكتكت المنسوج بخيوط من الحرير وتدهن بالسمن وتدفن في الأرض حتى يتماسك السمن بالخيوط فتكون أجزاؤها مشدودة حتى تساعد الراقص في الحركة والدوران. وهى رقصة نادرة في السودان، ولا توجد عند أية مكونات سكانية أخرى من مكونات المجتمع، وناشد برونوس راقصي المنطقة توثيق هذه اللعبة بغرض الحفاظ على هذا التراث النادر من الاندثار،